# 早坂心之介
早坂 心之介（はやさか しんのすけ、2000年4月22日 - ）は、日本の男子バレーボール選手である。

## 来歴
宮城県加美郡色麻町出身。小学1年生で加美バレーボールクラブに所属し、バレーボールを始める。
色麻町立色麻中学校にはバレーボール部がなく、バスケットボール部に所属した。中学校2年、3年と宮城県中学校総合体育大会に出場し、3年時はベスト8の成績を残した。生徒会に所属し、生徒会長を務めた。校外ではバレーボールのクラブチームである宮城クラブに所属し、中学校2年、3年と全国ヤングクラブバレーボール大会に出場した。また、3年時にJOC宮城選抜に選出され、正セッターを務めた。
仙台市立仙台商業高等学校から大東文化大学を経て2022年にV.LEAGUE DIVISION2（V2）所属の大同特殊鋼レッドスターの内定選手となる。内定選手として2022-23 シーズンにデビューし、2023年に正式に入団。2023-24シーズンはV3でのプレーとなった。
セッターの中島健斗が負傷し長期離脱となったVC長野トライデンツからのオファーを受け、2024年8月26日に大同特殊鋼を退団し、8月28日にVC長野入団が発表された。
2024年10月12日、チーム開幕戦でスタメン出場し、SVリーグデビューを果たした。
2025年4月、2024-25シーズン限りでの退団が発表された。5月21日に自由交渉選手として公示。6月にウルフドッグス名古屋入団が発表された。

## 人物
- VC長野では東洋技研株式会社に所属し、勤務していた[10]。

## 所属チーム
- 加美バレーボールクラブ（2007-2013年）
- 宮城クラブ（2013-2016年）
- 仙台市立仙台商業高等学校（2016-2019年）
- 大東文化大学（2019-2023年）
- 大同特殊鋼レッドスター（2023-2024年）
- VC長野トライデンツ（2024-2025年）
- ウルフドッグス名古屋（2025年-）